# Рамакрішна
Рамакрішна Парамахамса (ім'я при народженні — Гададхар Чаттопадх'яй, бенг. রামকৃষ্ণ পরমহংস, গদাধর চট্টোপাধ্যায়; нар. 18 лютого 1836, Камарпукур, Бенгалія — пом. 16 серпня 1886, Калькутта) — індійський гуру, реформатор індуїзму, містик, проповідник. Рамакрішна був вчителем Свамі Вівекананда.

## Біографія
Усупереч індійській традиції звертати увагу саме на вчення святих, збереглися справжні дані про нього і оточення завдяки тому, що його учні часто були досить освіченими. Найбільше інформації дійшло від Свамі Сарадананди, учня Шрі Рамакрішни, що написав його біографію «Шрі Рамакрішна Лілапрасанґа». Книга перекладена англійською мовою у двох версіях: Swami Jagadananda Sri Ramakrishna The Great Master і Swami ChetananandaSri Ramakrishna and His Divine Play.
Найвідомішим записом вчення Рамакрішни є Шрі Рамакрішна Катхамріта, написана мовою бенгалі Магендранатхом Ґуптою (Шрі М.), в англійському перекладі Swami NikhilanandaThe Gospel of Sri Ramakrishna.

### Дитинство
18 лютого 1836 р. у селі Камарпукур у бідного брагманського подружжя Кхудірама і Чандрамані народився молодший син Ґададгар Чаттерджі, якого згодом назвуть Рамакрішною (згідно з останніми дослідженнями ім'я Рамакрішна було дано йому відповідно до сімейної традиції). Його батьки були бідними і важко зводили кінці з кінцями. У селі він був загальним улюбленцем. З роками любов мешканців села до Рамакрішні зростала. Він був артистично обдарованим хлопчиком — умів співати, танцювати, брав участь у виставах, вирізьблював фігурки богів; його дотепні жарти приносили радість людям. Але він не дуже охоче займався в школі, говорив, що шкільне навчання не дає йому того знання, якого він прагне, а вчить тільки заробляти гроші. Спілкуванню з однолітками він віддавав перевагу розмовам із мандрівниками, які, здійснюючи паломництво в священне місто Пурі, по дорозі часто зупинялися в його селі. Він захоплено і уважно слухав їхні розмови на духовні теми, служив їм.
Коли настав час церемонії надягання священного шнура (Упанаяна, обряд скоєний над хлопчиками з касти брагманів), між Рамакрішною та його дорослими родичами стався конфлікт. Він наполягав на необхідності виконання обіцянки, даної їм однієї з жінок села — прийняти під час церемонії їжу з її рук, незважаючи на те, що вона була шудрою. Це було порушення традицій. Але Рамакрішна був твердий у своєму рішенні. Він сказав: «Яким я буду брагманом, якщо не виконую своєї обіцянки?». І зрештою дорослим довелося поступитися волі хлопчика.
Тим часом після смерті батька сімейне фінансове становище погіршувалося з кожним днем. Рамкумар, старший брат Рамакрішни, керував невеликою санскритською школою у північній частині Калькутти. Рамкумар привіз Рамакрішну до Калькутти, сподіваючись, що зможе навчити його санскриту. Він також припускав, що Рамакрішна зможе заробити трохи грошей для сім'ї, допомагаючи йому виконувати його обов'язки жерця.

### Прийняття обов'язків жерця та початок духовної практики
У цей час Рані Расмані, багата жінка, але не брагманка, заснувала великий храмовий комплекс у Дакшинешварі, у північному передмісті Калькутти. Вона шукала відповідного жерця для храму Калі, але брагмани відмовлялися служити в ньому. Хтось порадив Расмані запропонувати це місце Рамкумару. І він, підкоряючись обставинам, прийняв цю пропозицію. Через кілька днів слідом за братом у Дакшинешвар приїхав Ґададгар (Рамакрішна). Через кілька років через слабке здоров'я Рамкумар змушений був залишити службу в храмі і Ґададгар довелося прийняти обов'язки жерця. Коли Ґададгар почав поклонятися Калі, він став питати себе, чи поклоняється він шматку каменю чи живій богині. Якби він поклонявся живій Богині, чому вона не реагує на його поклоніння? Він молився їй усім серцем, а вона не відповіла йому. Це не давало йому спокою. Чи він зовсім не вартий того, щоб мати Калі дала йому знак, що вона задоволена їм? Але ж були такі віруючі, як Рампрасад, якого вона щедро обдарувала своєю благодаттю. Чому ця благодать не проливається на нього? Чому вона така жорстока до нього? І щовечора він вигукував: «О, Мати, пройшов ще один день, і ти не прийшла до мене. Чому ти така жорстока?». Іноді, з закусаними до крові губами, у розпачі він катався по землі. Люди думали, що Рамакрішна оплакує смерть своєї матері. Настав день, коли його нетерпіння стало настільки болісним, що він зважився на самогубство. Він зірвав зі стіни меч і готовий був завдати собі смертельного удару. Те, що сталося потім, Рамакрішна описує так: «Я побачив океан Духу, нескінченний, сяючий. Куди б я не глянув, скрізь здіймалися величезні хвилі, що світилися… Вони розбивалися з мене, вони поглинали мене. Я задихався. Я знепритомнів і впав. Навколо мене котив свої хвилі океан невимовної радості. І в самих глибинах своєї істоти я відчув присутність Божественної матері».

### Одруження

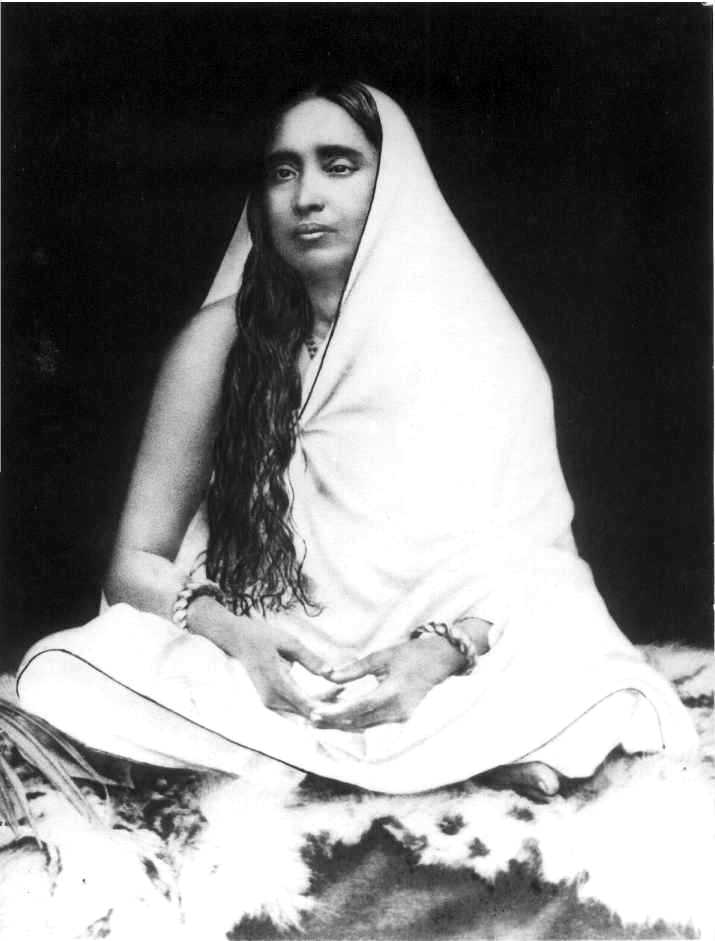
Сарада Деві (1853—1920)

Незабаром Рамакрішна став переживати все більш тривалі періоди екстатичного стану, під час яких він повністю переставав усвідомлювати навколишню реальність. Він уже не міг сам дбати про себе і, звичайно, не міг виконувати обов'язки жерця. Одні вважали, що він зовсім збожеволів, інші думали, що він страждає на істеричні напади. Чутки про хворобу Рамакрішни сягнули його села. Звичайно, його мати була дуже стривожена і наполягала на тому, щоб Рамакрішна повернувся додому. Він підкорився. Поспостерігавши за поведінкою сина, Чандрамані дійшла висновку, що Рамакрішна здоровий. Але все ж таки сусіди порадили їй одружити сина — одруження могло вплинути на нього. Мати занепокоїлася, що син відкине її пропозицію. Вислухавши матір, він не заперечив їй, а поставився до пропозиції з цікавістю. Він навіть вказав, де йому належить знайти наречену. Цією дівчиною стала Сарада, дочка Рамчандра Мукерджі, із сусіднього села Джайрамбаті. Весілля відбулося; Рамакрішні цієї пори було 24 роки, Сараді — 7 років. Вона була першою ученицею Шрі Рамакрішни. Він навчив її усьому тому, чому сам вивчився від різних ґуру. Вважається, що вона успішно пройшла кожну релігійну практику так само швидко, як Шрі Рамакрішна. Вражений її духовним потенціалом, він став розглядати її як саму Мати Всесвіту і здійснив Пуджу (поклоніння) їй, розглядаючи Сараду як справжню Тріпура Сундарі Деві. Він сказав: «Я розглядаю тебе як мою власну матір і як Мати, яка перебуває у храмі». Рамакрішна переконав Сараду Деві в тому, що вона була не тільки матір'ю його молодих учнів, а й всього людства. Спочатку Сарада Деві соромилася цього призначення, але поступово почала виконувати його, вкладаючи в це всю душу. Люди, віддані їхньому вченню, вірять, що її зречення було вражаючою якістю, яке вона розділяла зі своїм чоловіком рівною мірою, якщо не більше за нього. Вважають, що справжня природа їхніх стосунків та спорідненості перебуває вище розуміння звичайних умів. Шрі Рамакрішна після постійного близького спілкування з нею дійшов висновку, що її ставлення до нього є виключно духовним планом. Їхні послідовники переконані, що, незважаючи на те, що вони жили разом день і ніч, жодних інших думок, окрім божественної присутності, не виникло в їхніх умах. Опис таких безперервних божественних стосунків між двома душами протилежного роду є унікальним в історії релігій і не відомий в жодній з минулих агіографій. Після смерті Шрі Рамакрішни Сарада Деві сама стала релігійним вчителем.

### Продовження духовної практики
Після приїзду в Дакшинешвар Рамакрішна знову розпочав досвід духовного розуміння. І коли б він не побажав, Калі являлась йому, але він почав просити про більше. Він просив Калі вказати йому інші шляхи розуміння її. Пізніше Рамакрішна скаже: «Я мав можливість пройти різні шляхи розуміння Бога». Як би почувши молитву Рамакрішни, один за одним у його житті з'являються вчителі, щоб повести його своєю дорогою знання. Серед учителів була мандрівна черниця Бгайраві, послідовниця тантричного вчення. Вона мала не лише глибокі йогічні та тантричні знання, а й мала великий практичний релігійний досвід. Крок за кроком рухалися вони шляхом пізнання. І велике було здивування Бхайраві легкістю та швидкістю, з якими її учень засвоював нові знання. Ще одним учителем, який дуже вплинув на життя Рамакрішни, був Тота Пурі, мандрівний аскет із чернечого ордену, зазвичай званого нага (від нанга — голий, оголений). Він був суворим адвайтистом, який не визнавав навколишній світ реальністю. Для Тота Пурі єдиною реальністю був Брагман — Найвище Я. Тота Пурі був уражений силою духу молодої людини. Він сказав, що познайомить його з філософією недвоїстості (Адвайтою) і посвятить у чернечий сан. І Рамакрішна почав вчитися недвоїстості у Тота Пурі. Навчання можна вважати закінченим тоді, коли учень усвідомив свою справжню Природу як вияв Вищого Сущого. Це усвідомлення відбувається лише під час трансцендентального досвіду, відомого як нірвікальпа самадгі. Цей досвід відкриває природу єдності всього сущого, він дає розуміння того, що всі — і людина, і тварини, і рослини, весь всесвіт — суть єдині, і їх природа — «буття — свідомість — блаженство». Рамакрішна поринув у стан нірвікальпи самадгі і перебував у ньому три дні та три ночі. Тота Пурі був уражений. Він сам досяг такого стану лише через сорок років завзятих зусиль, а його учень досяг успіху з першої спроби. І, диво з чудес — він перебував у цьому стані цілих три дні та три ночі, не подаючи жодних ознак життя. Однак на цьому не припинилися духовні пошуки Рамакрішни. Він хотів випробувати все. І якою б не була дорога, якою йшли святі люди до Бога, — широкою чи вузькою, прямою чи звивистою, — він усі їх хотів пройти, все хотів випробувати. І щоразу, коли Рамакрішні потрібен був учитель у цьому пошуку, він приходив. Таким чином він пропустив через себе різні форми релігійного досвіду від фетишизму до недвоїстості. Як говорили його сучасники після відходу Тота Пурі, Рамакрішна залишався протягом шести місяців у стані самадгі.

### Наступне життя
Поступово ім'я Рамакрішни стало відомим у колах калькуттської інтелігенції: подібно до магніту, він став залучати справжніх шукачів Бога — одні приходили побачити його, інших він відвідував сам. Він навчав основним положенням релігій невпинно протягом п'ятнадцяти років у вигляді притч, метафор, пісень і найбільше прикладом життя. 1885 року в нього розвинувся рак горла. Рамакрішна помер 16 серпня 1886 року в садовому будинку у північному передмісті Калькутти, Коссіпурі. Він залишив по собі групу з 16 відданих молодих учнів, очолену відомим релігійним діячем і оратором Свамі Вівеканандою, а також безліч послідовників у всіх кінцях світу.

## Релігійні аспекти

### Повчання
Шрі Рамакрішна підкреслював, що усвідомлення Бога є найвищою метою існування всіх живих істот. Отже, йому релігія слугувала засобом досягнення цієї мети. Містична реалізація Шрі Рамакрішни, класифікована традицією індуїзму як нірвікалпа самадгі (буквально, «постійна медитація», що вважається зануренням у всеосяжну свідомість), привела його до впевненості, що різні релігії є різними шляхами досягнення абсолютної реальності і що остаточна дійсність ніколи не може людські поняття. Це узгоджується із заявою «Ріґведи», яка свідчить, що «Істина одна, але мудреці називають її різними іменами». Як результат цієї думки, Шрі Рамакрішна справді провів різні періоди життя практикуючи власне розуміння ісламу, християнства та різних йогічних та тантристських напрямів у межах індуїзму.

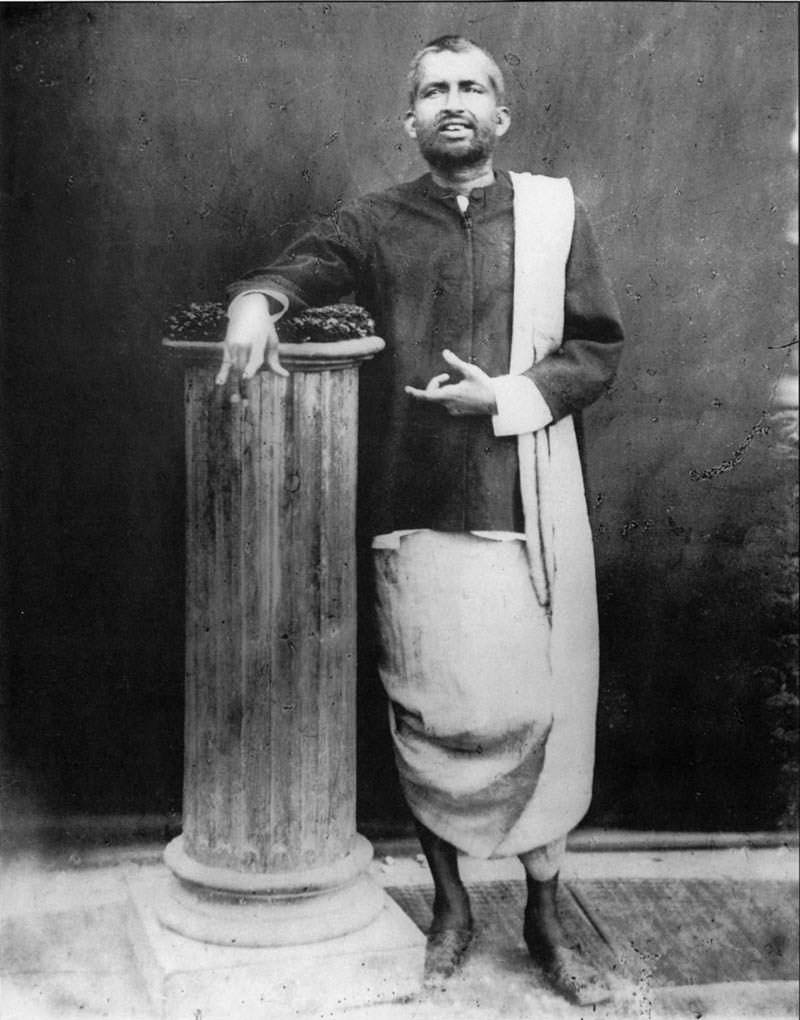
Шрі Рамакрішна (Калькутта, 1881)

Послідовники Шрі Рамакрішни вірять, що реалізація Шрі Рамакрішної нірвікалпа самадгі також привела його до розуміння двох сторін майї (ілюзії), про які він згадував як про авід'ямайя (avidyamaya) і від'ямайя (vidyamaya): Він пояснював, що авід'ямайя являє темні сили: чуттєві бажання, низинні пристрасті, жадібність, пожадливість і жорстокість), які тримають світову систему на нижчих планах свідомості. Ці сили відповідальні за затримання людини в пастці циклів народження і смерті, з ними треба боротися, і вони повинні бути переможені. З іншого боку, від'ямая являє більш високі сили утворення (наприклад: духовні чесноти, шляхетність, доброта, цнотливість, любов і відданість), які підіймають людей на більш високі плани свідомості. За допомогою від'ямайї, говорив він, віддані можуть звільнитися від авід'ямайї і досягти остаточної мети, ставши маятита (mayatita), тобто вільними від майя.
Проголошення Шрі Рамакрішної ідеї «ятра джив татра Шив» (де є жива істота, там є Шива) походить з його сприйняття дійсності з погляду адвайта-веданти. Це розуміння призвело його до того, що він навчав своїх учнів: «Дживе дайя ной, Шив г'яне джив сева» (не жалість до живих істот, але служіння живим істотам як самому Шиві). Це ставлення значно відрізняється від «сентиментального пантеїзму» Франциска Ассізького.
Незважаючи на те, що Шрі Рамакрішна був безграмотним, він був здатний зрозуміти складні філософські ідеї. Згідно з його баченням, наш всесвіт і безліч інших всесвітів (брагманда) є просто бульбашками, що виникають на поверхні вищого океану інтелекту (Брагмана).

### Ключові поняття у навчанні Шрі Рамакрішни
- Усвідомлення Бога є найвищою метою людського життя, оскільки тільки це може принести людині найвищу радість і мир
- Бог Єдиний, Він як особистий, так і безособовий в той самий час і відомий під різними іменами в різних релігіях
- Бога можна зрозуміти різними шляхами, про які можна дізнатися зі світових релігій
- Усі релігії істинні настільки, наскільки вони ведуть до усвідомлення Абсолютної Істини
- Чистота розуму, цнотливість — головна умова для усвідомлення Бога, але Божа милість може врятувати навіть безнадійного грішника
- Разом із вірою в Бога необхідне позитивне ставлення до життя, замість того, щоб вдаватися до самозасудження чи зневіри
- Бог живе у всіх людях як Самосущий (Supreme Self), тому до всіх людей потрібно ставитись з повагою

Один з описів його життя та вчення зроблено його учнем, Магендранатхом Ґуптою, просто відомим як «M», у книзі бенгальською мовою Шрі Рамакрішна Катхамріта. У книзі яскраво представлений діалоговий стиль Шрі Рамакрішни, щедре застосування ним метафор і притч, характерна дотепність і часте використання ним діалектизмів та ідіом бенгальської мови.
Подібно до Шанкарачар'ї, який зробив це понад тисячу років тому, Шрі Рамакрішна Парамагамса оживив індуїзм, який у дев'ятнадцятому столітті був сповнений надмірного ритуалізму та забобонів і допоміг йому краще реагувати на виклик, що виходив від ісламу, християнства та сучасної матеріалістичної цивілізації. Тим не менш, на відміну від Шанкарачар'ї, Шрі Рамакрішна виробив ідеї про свідомість, яка сходить у феноменальний світ після випробування ним стану самадгі, яку він назвав «Віджняна». Крім утвердження найвищої вірності Адвайта Веданти, він також проголосив, що сприймає як «Ниттю» Nitya (Вічний Субстрат) так і «Лілу» Leela (букв. гра, що вказує на динамічну Феноменальну Дійсність) як аспекти одного Брагмана (Brahman).
Ідея про сходження свідомості, можливо, вказує на вплив ідей бгакті (Bhakti) та деяких шкіл шактизму на переконання Шрі Рамакрішни. Ця ідея пізніше вплине на погляди Шрі Ауробіндо про Божественне життя на землі.

## Вплив Шрі Рамакрішни
Рамакрішна народився за часів громадського перевороту в Бенгалії, особливо і в Індії взагалі. Релігійний рух, пов'язаний з його ім'ям, став важливим вектором, який визначив напрямок розвитку індуїзму та індійської національної свідомості в наступні роки. В Індії повсюдно визнана заслуга Рамакрішни в консолідації індуїзму, в усуненні виниклих за тисячоліття внутрішніх протиріч, у перетворенні його на дієву гармонійну систему, що поєднала традиції та прагнення майбутнього.

### На індуїзм
Відродження індуїзму в Індії в 19-му столітті, можна сказати, було спонукане його життям та діяльністю. Хоча Брагмо Самадж та Арія Самадж передували Місії Рамакрішни, їх вплив був обмежений на більш широкому рівні. З появою Місії ситуація змінилася зовсім. Місія Рамакрішни була заснована самим Шрі Рамакрішною, коли він роздав вохряні шати, що символізують зречення своїм прямим учням. Це підтвердив Свамі Вівекананда, коли сказав, що без милості Тхакура (Шрі Рамакрішни) все це було б неможливо. Більшість послідовників Шрі Рамакрішни вірять, що Свамі Вівекананда діяв як посланець Шрі Рамакрішни на Заході і, отже, був інструментом у виконанні духовної місії їхнього вчителя.
У 19 столітті індуїзм зустрів величезний інтелектуальний виклик, однаково як від західної культури, так і від самих індійців. Відповідь на це була різна, коливаючись у широкому діапазоні від руху Молода Бенгалія, який засуджував індуїзм і прийняв християнство або атеїзм, до руху Брагмо Самадж, який дотримувався першості індуїзму, і стійкого індуського націоналізму Банкіма Чандри Чаттерджі. Вплив Шрі Рамакрішни було вирішальним протягом цього періоду для пожвавлення індуїзму традиційного типу, і може бути порівняно з таким самим внеском Шрі Чайтаньї, зробленим кількома століттями раніше, коли індуїзм у Бенгалії був під аналогічним тиском від зростаючого впливу ісламу.
Важко дати вичерпний опис впливу Шрі Рамакрішни на індуїзм через його багатогранність, але деякі важливі моменти, що характеризують його внесок у розвиток сучасного індуїзму, можуть бути представлені. У його поклонінні образу Матері Калі, він запитує про сутність поклоніння ідолу — він поклоняється шматку каменя або живій Богині, і чому вона не реагує на його молитви. Він отримує дослідне підтвердження, яке повторилося кілька разів, яке показує йому, що вона жива та існує. Для багатьох тих, хто його шанував, ці одкровення зміцнили багатовікові традиції, які були в центрі уваги в той час. Шрі Рамакрішна також запропонував комплексну версію релігії, оголосивши «Джато мот тато піт» — стільки шляхів". У перекладі з бенгальської мови це означає: «Кожна думка дає шлях».

### На індійський націоналізм
Хоча і був дуже непрямим, вартий уваги вплив Шрі Рамакрішни на індійський націоналізм, що зростав на той час. Безліч інтелігентів того часу поважали і регулярно відвідували його, хоч і не всі з них обов'язково погоджувалися з ним у релігійних питаннях. Численні лідери та члени Брагмо Самаджа також поважали його. Незважаючи на те, що деякі з них прийняли його розуміння індуїзму, те, що багато інших не прийняли це, показує, що вони виявили в його повчаннях можливості для зміцнення національної самобутності перед колоніальним противником, який інтелектуально підривав індійську цивілізацію.

### Вівекананда та Рамакрішна Матх та Місія Рамакрішни
Найважливішим внеском Шрі Рамакрішни у світову релігійну культуру є натхненні ним і засновані Свамі Вівеканандою релігійно-громадські організації — чернечий Орден Рамакрішни (Рамакрішна Матх / Ramakrishna Math) та Місія Рамакрішни (Ramakrishna Mission). Засновані понад сто років тому ці дві організації мають єдине керівництво зі штаб-квартирою в Белурі неподалік Калькутти і діють відповідно до сформульованого їх засновника девізу: «Атмано мокшартхам джаґаддгітая ча» — «Для особистого звільнення і на благо миру». У той час як монастир зайнятий більше духовною та релігійно-просвітницькою діяльністю, місія зайнята благодійною, науково-просвітницькою, освітньою та іншою діяльністю. Серед численних релігійно-громадських та благодійних організацій Індії Рамакрішна Матх та Місія Рамакрішни мають особливий авторитет та повагу.